# Barraca del camí del Mas Roig VII
La Barraca del camí del Mas Roig VII és una obra del Pla de Santa Maria (Alt Camp) inclosa a l'Inventari del Patrimoni Arquitectònic de Catalunya.

## Descripció
És una barraca de planta rectangular exempta, orientada al sud-est. La coberta és de pedruscall i a l'esquerra forma un graonat insòlit en aquest tipus de construcció. El portal és dovellat i al seu damunt hi sobresurten unes pedres a tall de ràfec. A l'esquerra del portal hi ha un cert paravents. L'interior de la barraca és rectangular i mesura 4'90m de fondària i 2'20m d'amplada. Està coberta amb arcades successives, i la seva alçada màxima és de 1'95m. A l'interior hi ha una fumera on encendre el foc, una menjadora i dues fornícules, una d'elles combinada amb un cocó.